# Létanne
Létanne ist eine französische Gemeinde mit 110 Einwohnern (Stand 1. Januar 2022) im Département Ardennes in der Région Grand Est (vor 2016 Champagne-Ardenne). Die Gemeinde gehört zum Arrondissement Sedan und zum Kanton Carignan.

## Geografie
Létanne liegt etwa 35 Kilometer südöstlich des Stadtzentrums von Sedan in den Argonnen und an der Maas. Umgeben wird Létanne von den Nachbargemeinden Mouzon im Norden, Pouilly-sur-Meuse im Osten, Laneuville-sur-Meuse im Südosten und Süden sowie Beaumont-en-Argonne im Westen.

## Bevölkerungsentwicklung
| 1962                       | 1968 | 1975 | 1982 | 1990 | 1999 | 2006 | 2011 | 2019 |
| -------------------------- | ---- | ---- | ---- | ---- | ---- | ---- | ---- | ---- |
| 152                        | 123  | 107  | 106  | 99   | 104  | 116  | 143  | 118  |
| Quellen: Cassini und INSEE |      |      |      |      |      |      |      |      |

## Sehenswürdigkeiten

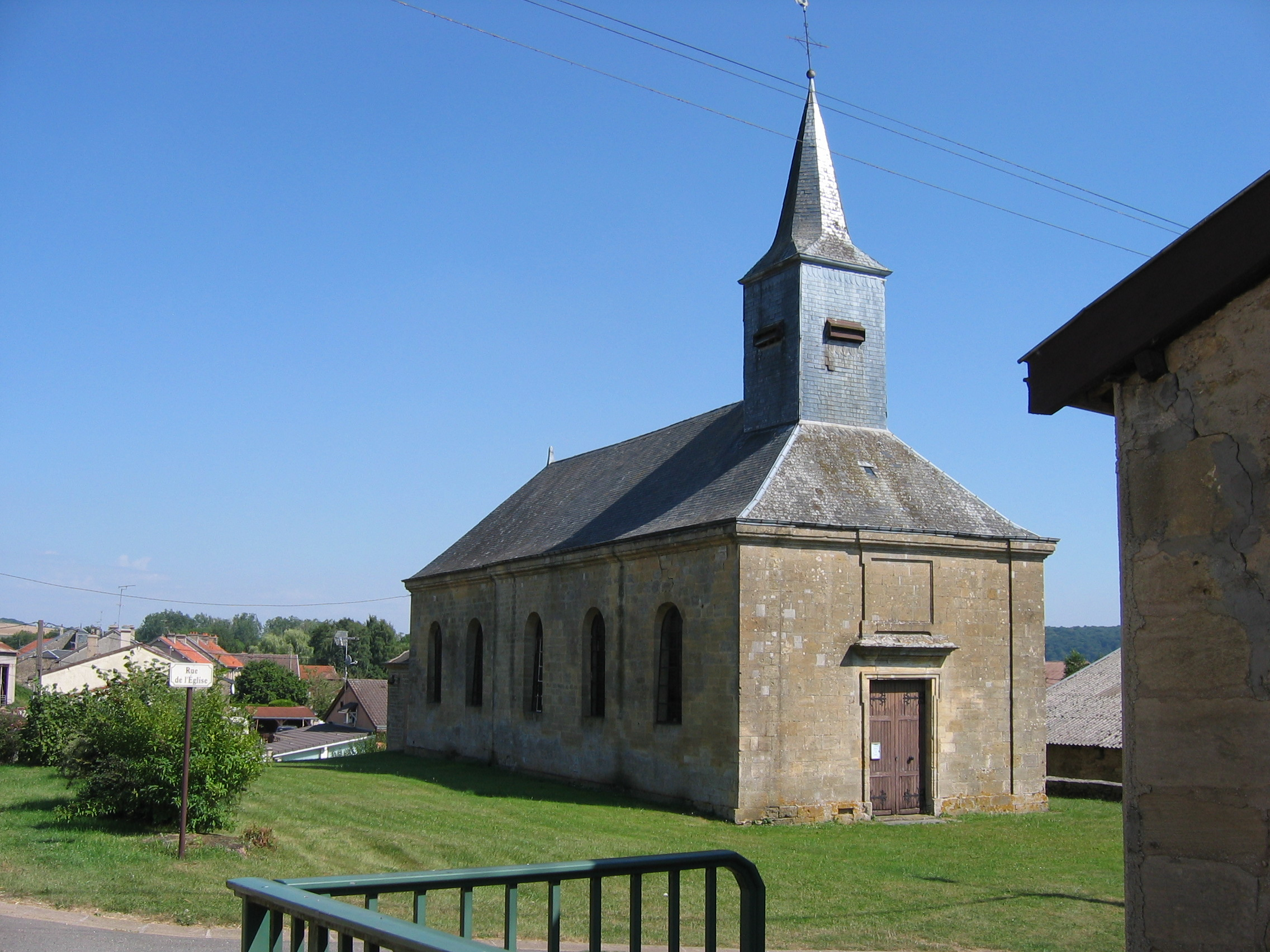
Kirche Saint-Georges

- Kirche Saint-Georges